# Nagyszénás
Nagyszénás ist eine Großgemeinde im Kreis Orosháza, der im Komitat Békés im Südosten Ungarns liegt. Sie hat 5.063 Einwohner (Stand 2013).

## Gemeindepartnerschaften
- Ilieni (Covasna), Rumänien
- Magyarszentmiklós, Ungarn, seit 2011
- Nova Crnja (Нова Црња), Serbien, seit 2007

## Sehenswürdigkeiten
- Evangelische Kirche, erbaut 1900
- György-Kiss-Observatorium
- Parkbad (Nagyszénási Parkfürdő)
- Römisch-katholische Kirche Nagyboldogasszony, erbaut 1926
  - In der Kirche befinden sich Fenster des Glasmalers József Perlaki
- Skulptur Sitzende Frau (Ülő nő), erschaffen 1968 von József Kampfl
- Trianon-Denkmal (Trianon-emlékmű), erschaffen von Attila Csák

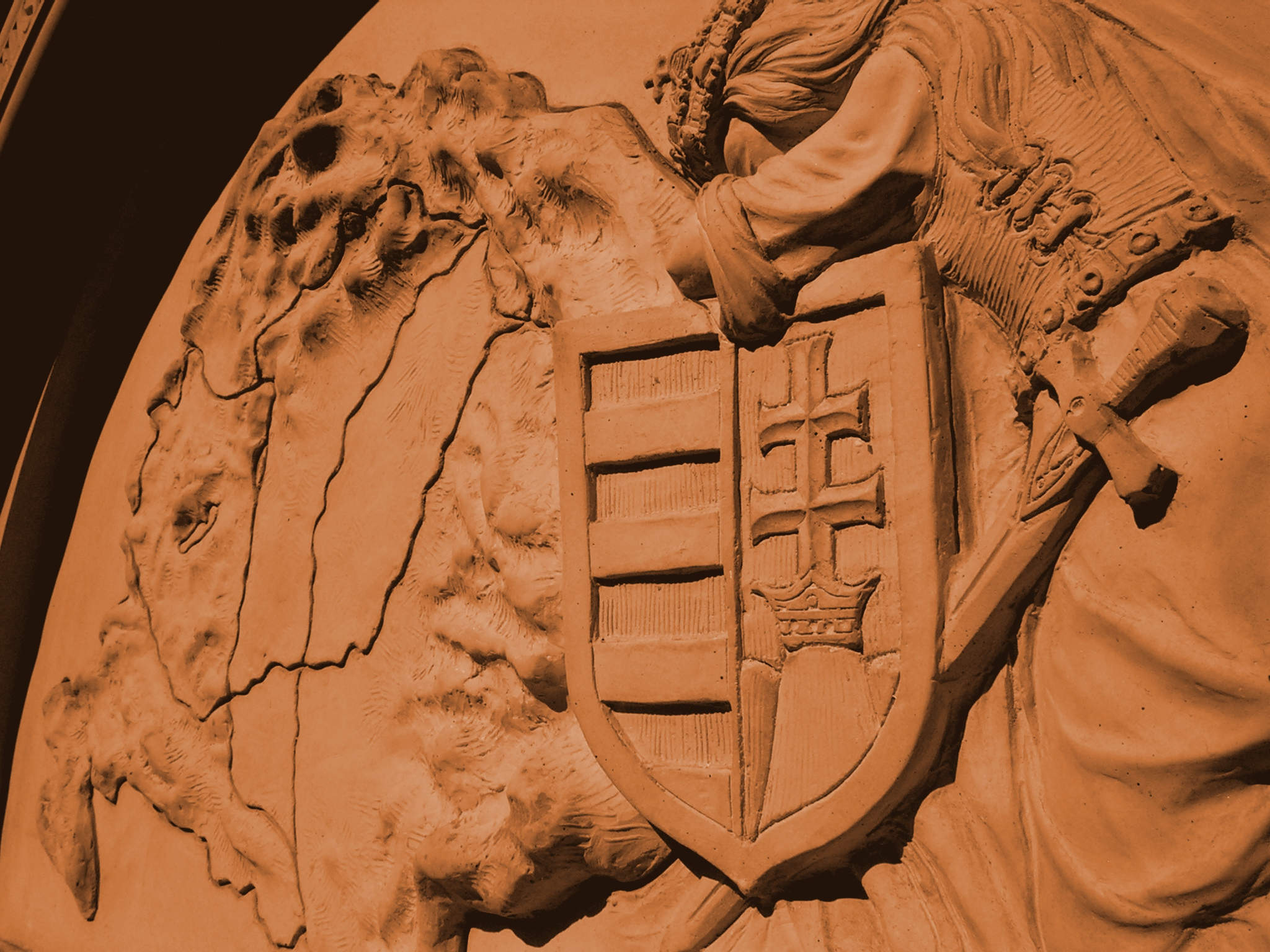
Teil des Trianon-Denkmals
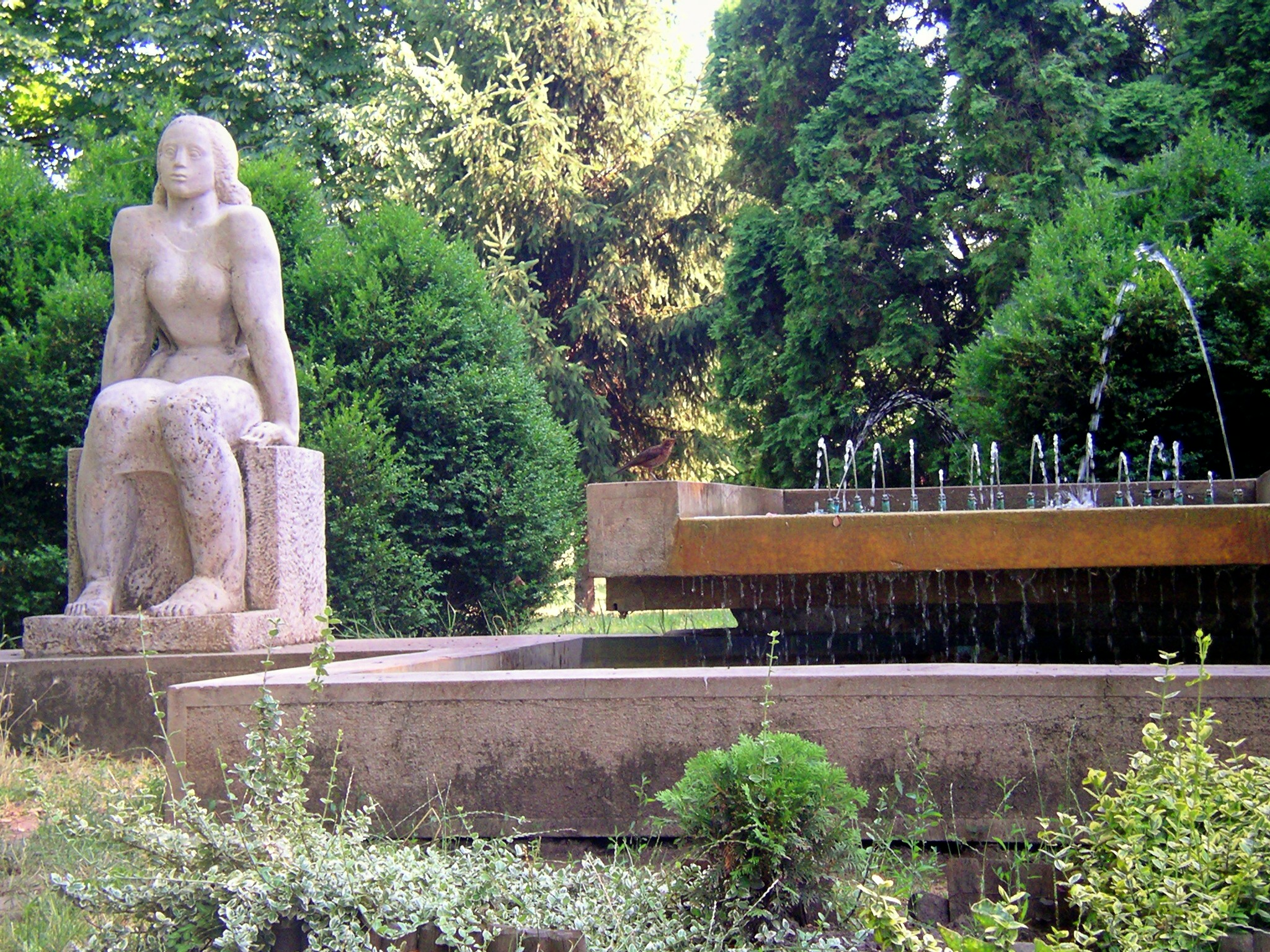
Skulptur Ülő nő

## Verkehr
Nagyszénás liegt an der Landstraße Nr. 4404 zwischen Szarvas und Orosháza sowie an der Landstraße Nr. 4642 zwischen Szentes und Kondoros. Außerdem ist die Gemeinde angebunden an die Eisenbahnstrecke von Mezőtúr nach Orosháza.

## Söhne und Töchter der Stadt
- Imre Varga (1945–2011), Judoka
- István Varga (1960–2023), Judoka